# TSV Selk

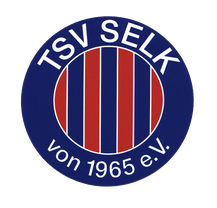
Logo des TSV Selk von 1965 e.V.

Der TSV Selk ist ein Sportverein aus Selk. Aktuell sind ca. 400 Mitglieder aus den umliegenden Gemeinden im Verein aktiv. Der Verein bietet die Sparten Fußball, Tennis, Bogenschießen, Turnen, Tischtennis, Hip-Hop und Volleyball an. Größter Erfolg des Vereins war die Tischtennis-Herrenmannschaft, die 1978/79 in der Bundesliga spielte. Im Jahr 2015 wurde der Verein für sein Jugendprojekt mit dem Breitensportpreis des Landessportverbandes Schleswig-Holstein ausgezeichnet.

## Historie

### Geschichte
Gegründet wurde der TSV Selk von Bürgern der Gemeinden Selk, Geltorf und Lottorf im November 1965. Zur Gründungsversammlung zählte der Verein 41 Mitglieder. Auf der Gründungsversammlung wurden vier Riegen geschaffen. Jeweils eine männliche und eine weibliche im Bereich der Senioren und Jugend. Als Sparten wurden Turnen, Gymnastik und Spielbetrieb eingerichtet. Beheimatet war der Verein in der im selben Jahr errichteten Turnhalle der Dörfergemeinschaftsschule Selk.
1972 wurde das Spartenangebot durch Tennis erweitert, dafür wurden auf dem Gelände des heutigen Sport- und Kulturzentrums Selk zwei Tennis-Hartplätze gebaut. Die Tischtennis-Herrenmannschaft erreichte 1974 nach einer positiven 36:0 Bilanz in der Landesliga die Oberliga. Zum Meisterteam gehörten Paul Lemke jun., Helmut Zdara, Rüdiger Stenzel, Bernd Wohlert, Alfred von Dollen, Walter Gründahl, Ulrich Winkler und Wolfgang Mohr, Abteilungsleiter und Sponsor war Paul Lemke jun. Nach Platz zwei und vier wurde sie in der Oberliga 1976/77 Erster, verfehlte aber den Aufstieg. Ein Jahr später setzte sie sich in den Aufstiegsspielen zur Bundesliga durch. In der Bundesliga blieb sie 1978/79 jedoch ohne Sieg und stieg direkt ab. Im Folgejahr wurde sie erneut Oberligameister, allerdings scheiterten Jaroslav Kunz, Alfred von Dollen, Bernd Wohlert, Ulrich Winkler, Dr. Reinhard Lahme und Uwe Greve in der Aufstiegsrunde.
1977 gab es folgende Sparten im Verein: Tischtennis, Basketball, Frauenturnen, Kinderturnen, Fußball und Tennis. In diesem Jahr hatte der Verein 339 aktive Mitglieder. Im selben Jahr wurden zwei Fußballplätze hinter der Turnhalle gebaut, diese wurden im September 1978 mit einem Festprogramm eingeweiht. Teil dieses Festprogramms war unter anderem ein Freundschaftsspiel der Herrenmannschaften des TSV Selk, die zu der Zeit in der Bezirksklasse spielten und den Schleswig 06, die in der Verbandsliga spielten. Eröffnet wurde dieses Einweihungsspiel durch einen Fallschirmsprungs des ersten Vorsitzenden Dr. Erhard Bohlman, der den Spielball damit auf dem Anstoßpunkt platzierte.
Bei den Deutschen Pokalmeisterschaften spielten die Selker Tischtennisherren 1977, 1978 und 1979 im Halbfinale.
Anfang der 80er Jahre löste man die Tischtennis-Herrenmannschaft auf., die zu der Zeit noch in der Regionalliga spielte. 1983 wurden die Tennisplätze von Hartplätzen in Weichplätze umgewandelt. 1991 kam ein weiterer Tennisweichplatz hinzu. 1993 wurde ein Jugend- und Sportlerheim auf dem Tennisgelände errichtet und die Sporthalle renoviert. Im darauffolgenden Jahr konnte der TSV Selk erstmals über 400 aktive Mitglieder registrieren.
Anfang der 2000er schloss sich die Fußballsparte des TSV Selk mit den Sparten des TSV Doppeleiche Jagel und TuS Busdorf zusammen zum FC Haddeby. 2004 kamen die Fußballer des TSV Fahrdorf hinzu. Seitdem trägt der Amtsfußballverein den Namen FC Haddeby 04. Dessen größter Erfolg war die Meisterschaft der Verbandsliga Nordwest (VI), dies allerdings als SG Sylt/Haddeby. Hauptartikel: FC Sylt, bzw. FC Haddeby 04.
2013 wurde für die seit 2011 bestehende Bogenschießsparte neben den Tennisplätzen eine eigene Anlage gebaut. Diese trägt als Ehrung für die Verdienste um die neu geschaffene Bogensparte, sowie der Verdienste um den ganzen Verein den Namen des aktuellen ersten Vorsitzenden Udo Assall ("Udo-Assall-Bogenschießpark"). Im selben Jahr haben sich die Jugendlichen des Vereins unter dem Namen "Haddeby macht ZELTLAGER!", als Jugendabteilung dem Verein angeschlossen.

#### Vorsitzende des TSV Selk von 1965 e.V.
| Name                | von  | bis   |
| ------------------- | ---- | ----- |
| Manfred Jesse       | 1965 | 1974  |
| Kurt Runde          | 1974 | 1976  |
| Kurt Völlmecke      | 1976 | 1977  |
| Dr. Erhard Bohlmann | 1977 | 1988  |
| Sigrid Bärenz       | 1988 | 2010  |
| Udo Assall          | 2010 | heute |

## Aktuell

### Neue Sparten und Angebote
Der Verein versucht durch immer neue Angebote Mitglieder zu binden und Interessierte für den Verein zu begeistern. Als Beispiele sind die Einführung eines zertifizierten Rückenkurses im Jahr 2015, ein angebotener Kurs für realistische Selbstverteidigung ab 2016 und immer wieder angebotene Discofox-Tanzkurse zu nennen. Zudem wurde 2015 ein "Fitnessstudio Wald" angeboten, bei dem Übungen in den umliegenden Wäldern und an der Badestelle Selker Noor durchgeführt wurden. Als Sparten wurden 2011 Bogenschießen und Hip-Hop aufgenommen, die von den Mitgliedern sehr gut angenommen wurden und auch neue Mitglieder generieren konnten.

### Festjahr "50 Jahre TSV Selk"

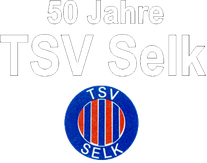
Logo zu 50 Jahre TSV Selk

Im Jahr 2015 feierte der Verein mit einem Festprogramm sein 50-jähriges Bestehen. Am 26. September fand im Rahmen dieses Festprogramms ein "Spiel ohne Grenzen" statt. An diesem nahmen mehrere Gruppen aus dem Verein, sowie befreundete Vereine und Gemeindevertretungen des Amtes Haddeby teil. Insgesamt kamen knapp 250 Besucher. Zweiter Teil des Programms zum 50. Vereinsjubiläum war ein Stiftungsfest Anfang Januar, dass in "Reimers Gasthof" in Geltorf gefeiert wurde. Hier kamen rund 100 Mitglieder, Freunde und Gäste des Vereins.

### Jugendprojekt "Haddeby macht ZELTLAGER!"

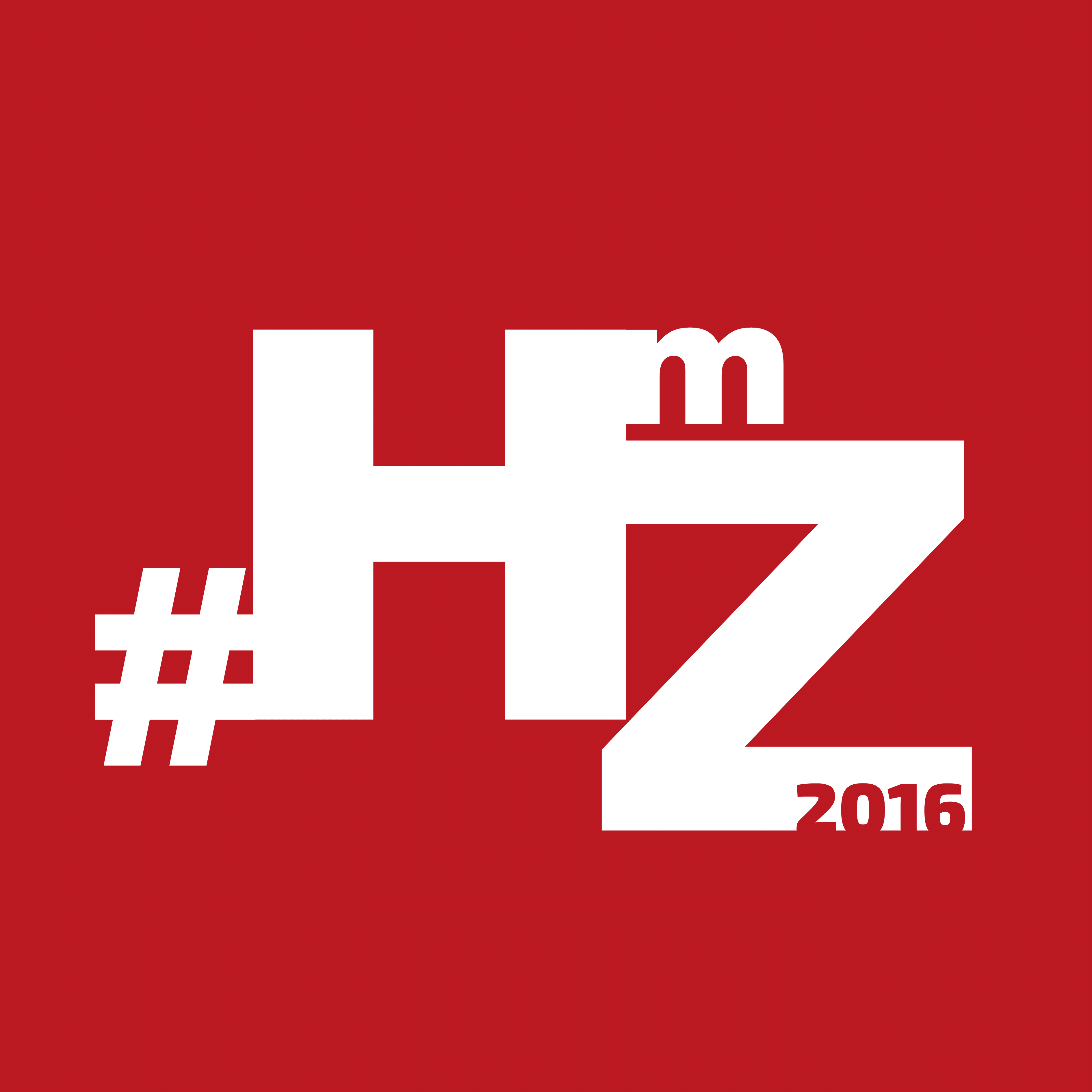
Logo Haddeby macht ZELTLAGER! 2016

Ende 2013 haben sich die Jugendlichen des Vereins zum Jugendprojekt "Haddeby macht ZELTLAGER!" zusammengeschlossen. Diese wurden Anfang 2014, als Jugendabteilung in des TSV Selk aufgenommen. Ziel des Projekts ist die Stärkung der Jugendlichen und Förderung der Kinder- und Jugendarbeit im Amt Haddeby und im Besonderen in den kleineren Gemeinden Selk, Geltorf und Lottorf. Seit September 2014 veranstalten die Jugendlichen sogenannte "Turnhallenübernachtungen" bei denen bis zu 55 Kinder im Selker Sport- und Kulturzentrum zwischen drei und fünf Tagen verbringen.  Im Vorfeld werden diese Aktionen von den knapp 30 Betreuern vorbereitet und aufgebaut. Insgesamt sind knapp 200 Teilnehmer auf den vier bis Mitte 2016 veranstalteten "Turnhallenübernachtungen" gewesen. "Haddeby macht ZELTLAGER!", kurz HmZ abgekürzt, verwaltet und finanziert sich dabei komplett selbst. Im Oktober 2016 veranstaltet HmZ zusammen mit dem Youngteam Haddeby die dritte Auflage des Erlebniscamps "Lütt Haddeby". Für 2017 steht ein Zeltlager mit 100 Teilnehmern auf dem Sportgelände in Planung. Organisiert wird HmZ von einer jährlich neu gewählten Projektleitung. Größter Erfolg des Projekts war die Auszeichnung des Landessportverbandes Schleswig-Holstein mit dem Breitensportpreis in der Kategorie 2 im Dezember 2015.
| Jahr | Mitglieder der Projektleitung | Mitglieder der Projektleitung | Mitglieder der Projektleitung                                  |
| ---- | ----------------------------- | ----------------------------- | -------------------------------------------------------------- |
| 2013 | Finn Petersen                 | Hjördis Kruse                 | Nele Schulz                                                    |
| 2014 | Finn Petersen                 | Hjördis Kruse                 | Nele Schulz                                                    |
| 2015 | Finn Petersen                 | Hjördis Kruse                 | Lara Schimmer (bis Sommer 2015) Jennifer Nahs (ab Sommer 2015) |
| 2016 | Finn Petersen                 | Jennifer Nahs                 | Oliver Haß                                                     |

## Organisation
Geführt wird der Verein durch einen Vorstand bestehend aus acht Personen, sowie den vier Spartenleitern.

### Vorstand 2016
| Position                                   | Name                 | Position                   | Name                       |
| ------------------------------------------ | -------------------- | -------------------------- | -------------------------- |
| erster Vorsitzender                        | Udo Assall           | zweiter Schriftwart        | derzeit nicht besetzt      |
| zweiter Vorsitzender                       | Sönke Claus          | Jugendwartin               | Dörte Klemens              |
| dritte Vorsitzende & Spartenleitung Turnen | Marion Rößler-Peglow | Spartenleitung Tischtennis | Gaby Assall                |
| erste Kassenwartin                         | Anke Pfaff           | Spartenleitung Tennis      | Stefan Hansen              |
| zweite Kassenwartin                        | Ula Prien            | Spartenleitung Bogen       | Torsten Hartig             |
| erster Schriftwart                         | Birgit Thiele        | Beisitzer                  | Inke Hanken, Finn Petersen |